# Grad (kąt)

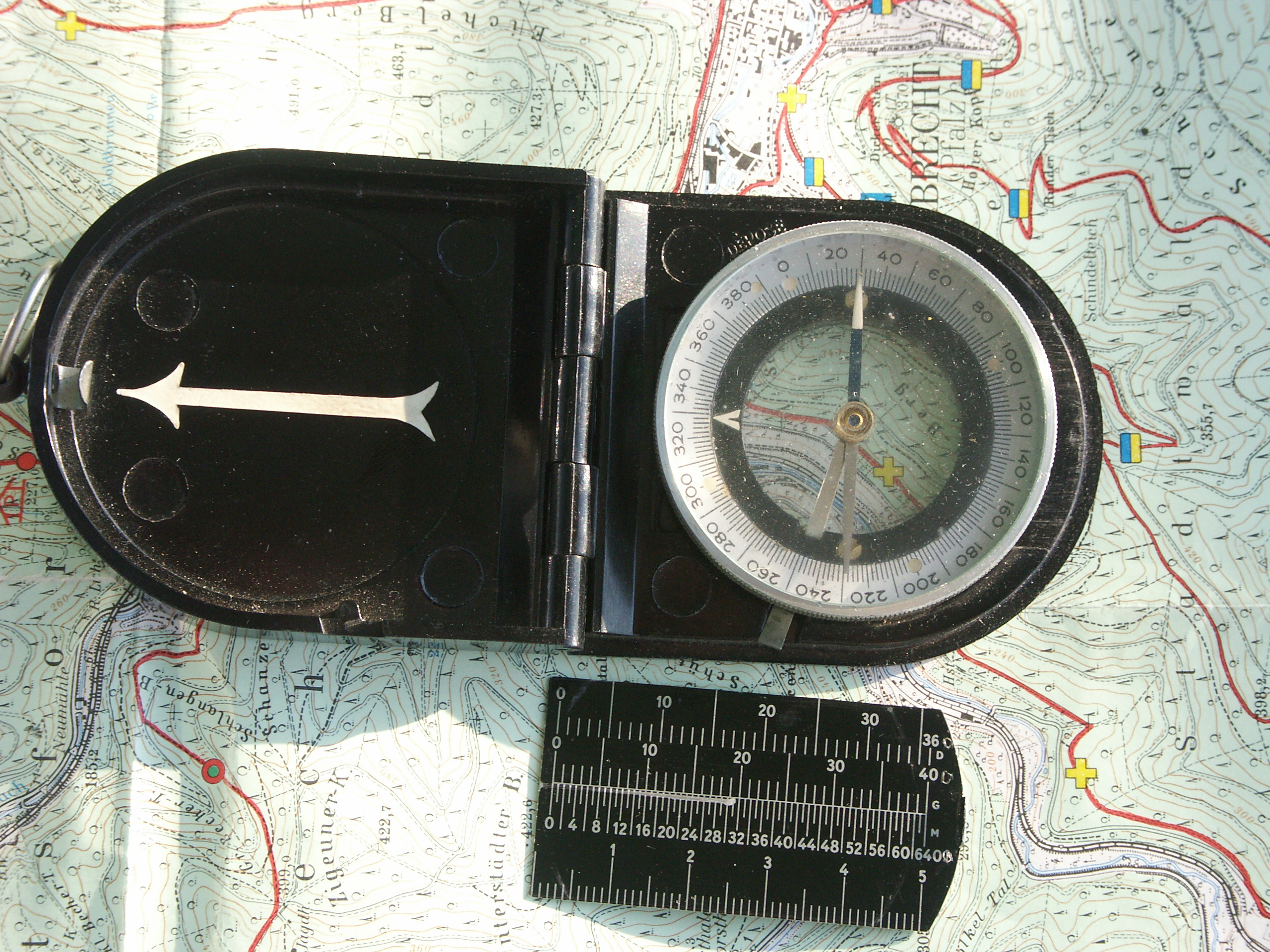
Kompas w gradach

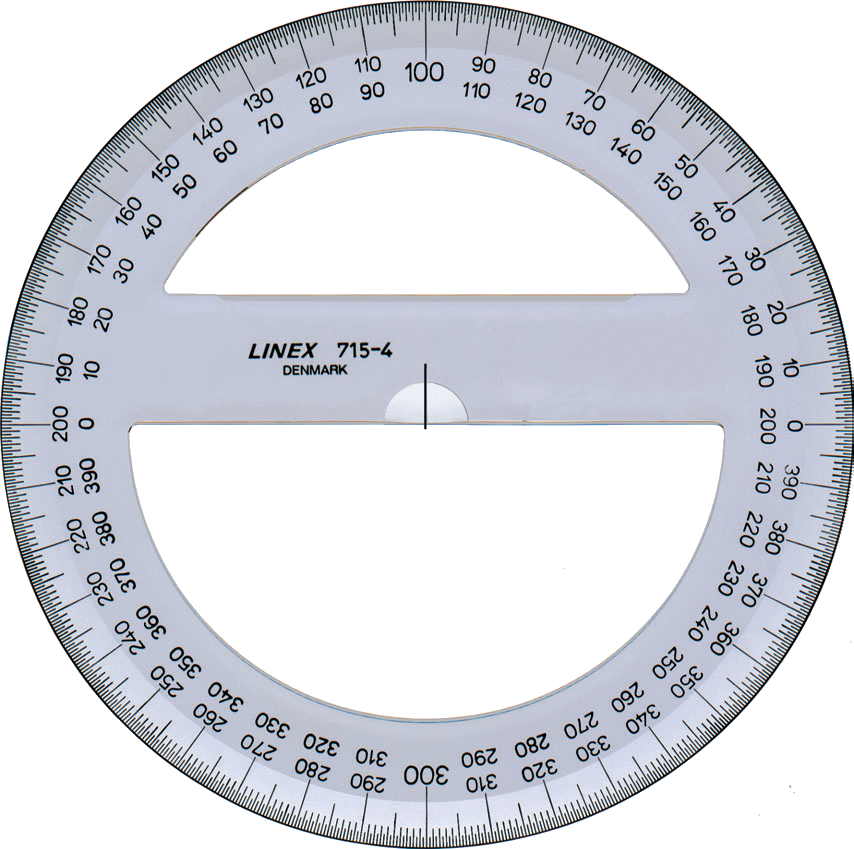
Kątomierz w gradach

Grad, gon, gradus – jednostka miary kąta płaskiego równa 1/100 kąta prostego. Jest to jednostka spoza układu SI równa π/200 radiana, czyli 9/10 stopnia. Wprowadzona w 1795 po Wielkiej Rewolucji Francuskiej w ramach tworzenia nowych dziesiętnych jednostek miar. Obecnie stosowana w geodezji.
Kąt prosty ma 100g (gradów), każdy z nich ma 100c (centygradów, minut gradowych), a z kolei każdy z nich – 100cc (myriogradów, sekund gradowych). Ponadto 1 myriograd ma 100ccc (mikrogradów, tercji gradowych), a 1 tercja gradowa – 100cccc (kwart gradowych).
Ponieważ równik Ziemi ma w przybliżeniu 40 000 km, przemieszczając się po nim o 1 kilometr odmierzy się kąt około 1c.

## Przykłady konwersji jednostek
- kąt pełny: 400g = 2π rad = 360°
- kąt półpełny: 200g = π rad = 180°
- kąt prosty: 100g = π/2 rad = 90°
- 1g = 100c = 10 000cc = 1 000 000ccc = 100 000 000cccc
- 1c = 100cc = 10.000ccc = 1 000 000cccc
- 1cc = 100ccc = 10 000cccc
- 1g = π/200 rad ≈ 0,01570796 rad
- 1 rad ≈ 63,661977g = 63g66c19,77cc
- 1g = 0,9° = 0°54'
- 1° = 1,(1)g = 1g11c11,(1)cc